# Terremoto del sur del Perú de 2001
El terremoto del sur del Perú de 2001 o terremoto de Arequipa de 2001 fue un terremoto de magnitud 8.3 en la escala de magnitud de momento (8.4 actualizado) ocurrido a las 15:33:14, hora local (20:33:14 UTC), el sábado, 23 de junio de 2001 con epicentro a 82 km de la localidad de Ocoña en la provincia de Camaná, latitud: 16.26° S, longitud: 73.64° O. Afectó los departamentos peruanos de Arequipa, Moquegua y Tacna; las regiones chilenas de Arica y Parinacota, y Tarapacá, y los departamentos bolivianos de La Paz y Oruro, abarcando un superficie de 40 000 km². Este fue el más devastador terremoto del Perú desde la catástrofe de 1970 en Áncash[cita requerida] y el mayor terremoto en el mundo desde el terremoto de las islas Rata.

## Antecedentes
El terremoto se produjo en el límite entre la placa de Nazca y Sudamericana. Las dos placas convergen una hacia la otra a una velocidad de alrededor de 78 mm al año. El terremoto se produjo como empuje fallas en la interfaz entre las dos placas, cuando la placa de Nazca subduce por debajo de la placa Sudamericana. La costa sur del Perú tiene un historial de terremotos muy grandes, en especial, Moquegua, Arequipa, Tacna.

## Daños, consecuencias y damnificados
El terremoto dejó un número de muertes de 102 personas, incluyendo 26 que murieron como consecuencia del posterior tsunami, que también causó la desaparición de 70 personas. El bajo número de muertos fue al menos parcialmente, debido a que el tsunami afectó la mayoría de ciudades turísticas fuera de temporada, además el maremoto golpeó durante la marea baja. Aproximadamente 320 000 personas fueron afectadas por el terremoto, 17 500 casas fueron destruidas y 35 550 dañadas directamente en los alrededores de las ciudades de Arequipa, Camaná, Moquegua y Tacna. El sismo llegó a sentirse en gran parte del Perú. Percibido de grado VIII MM desde Ático hasta Ilo (Moquegua); sentido desde Huaral, Lima, La Oroya, Huancayo de grado II MM; III en Cusco; IV en Ica; V en Nasca; VI-VII en Arequipa; VIII en Tacna, Moquegua, Locumba, Caravelí. El terremoto también se sintió con gran intensidad en el norte de Chile donde causó 3 muertos; las escalas alcanzadas en Chile fueron: Arica VII, Iquique VI, Calama IV-V y Tocopilla II-III. En Bolivia, La Paz III y Oruro En Bolivia, ocasionó pánico en La Paz y El Alto, además daños en viviendas de numerosas localidades en las provincias de La Paz y Oruro.

## Tsunami
El tamaño, el tipo y la ubicación del terremoto causaron un tsunami local en Perú, así como tsunamis más pequeños en otros países y en otros continentes. La magnitud del tsunami local que fue causado por el terremoto fue medida como Mt = 8,4 por el Earthquake Research Institute y se registraron olas del tsunami local de 5 a 8 metros de altura. Se estimó a partir de evidencia de campo que las alturas de la carrera del tsunami cerca de Camaná alcanzaron aproximadamente 7 metros en algunos lugares; en otros lugares, la distancia de inundación del tsunami se extendió más de 1 km tierra adentro desde la costa. Alturas de las olas del tsunami (de pico a valle) registradas en estaciones de marea seleccionadas: 2,5 metros en Arica; 1,5 m en Iquique; 1,0 m en Coquimbo, Chile. Otras áreas que también registraron tsunamis asociados con el terremoto incluyen las Islas Galápagos, México, California, Hawái, Alaska, Fiji, las Islas Samoa, Japón, Nueva Zelanda, Tonga y incluso Rusia.

## Replicas
Tras el violento movimiento de 8.4, las réplicas no se hicieron esperar, a continuación se presenta un cuadro con las más resaltantes:
| Fecha                | Ubicación                                                         | Magnitud | Información                                                                                                   |
| -------------------- | ----------------------------------------------------------------- | -------- | --- |
| 23 de junio del 2001 | En el mar, frente a las costas del departamento de Arequipa, Perú | 5.8 Mw   | Réplica suscitada tras el evento principal del mismo año. Magnitud (IV)                                       |
| 23 de junio del 2001 | En el mar, frente a las costas del departamento de Arequipa, Perú | 5.8 Mw   | Réplica suscitada tras el evento principal del mismo año. Magnitud (V).                                       |
| 23 de junio del 2001 | En el mar, frente a las costas del departamento de Arequipa, Perú | 6.1 Mw   | Replica suscitada tras el evento principal del mismo año. Magnitud (V).                                       |
| 23 de junio del 2001 | En el mar, frente a las costas del departamento de Arequipa, Perú | 5.9 Mw   | Réplica suscitada tras el evento principal del mismo año. Magnitud (IV)                                       |
| 24 de junio del 2001 | En el mar, frente a las costas del departamento de Arequipa, Perú | 5.6 Mw   | Réplica suscitada tras el evento principal del mismo año. Magnitud (V).                                       |
| 25 de junio del 2001 | En el mar, frente a las costas del departamento de Arequipa, Perú | 5.7 Mw   | Réplica suscitada tras el evento principal del mismo año.                                                     |
| 26 de junio del 2001 | En el mar, frente a las costas del departamento de Arequipa, Perú | 6.7 Mw   | Fue la segunda replica más fuerte suscitada tras el evento principal del mismo año. Magnitud (VI).            |
| 3 de julio de 2001   | En el mar, frente a las costas del departamento de Arequipa, Perú | 5.6 Mw   | Réplica suscitada tras el evento principal del mismo año.                                                     |
| 5 de julio de 2001   | En el mar, frente a las costas del departamento de Arequipa, Perú | 6.6 Mw   | Replica suscitada tras el evento principal del mismo año. Magnitud (VII).                                     |
| 7 de julio de 2001   | En el mar, frente a las costas del departamento de Arequipa, Perú | 7.6 Mw   | Fue la réplica más fuertes suscitada, con una profundidad de 33 km dejó un saldo de 3 muertos. Magnitud (VII) |